# Lexy (cantante)
Lexy, pseudonimo di Hwang Hyo-sook (황효숙?; 3 maggio 1979), è una cantante sudcoreana che ha debuttato, nel 2003, con l'etichetta YG Entertainment.
Oltre a pubblicare canzoni soliste, ha collaborato numerose volte con altri artisti della stessa casa discografica, tra i quali SE7EN, i 1TYM, i Jinusean e Wheesung.

## Carriera
Il primo album di Lexy, Lexury, è stato pubblicato il 6 ottobre 2003 e descritto dalla YG come genere hip-hop con influenze R&B. L'album fu accolto molto bene dal pubblico e dalla critica, tuttavia nonostante il suo iniziale successo il secondo album, Lextacy, pubblicato il 26 agosto 2005, fu un flop. A causa dei risultati deludenti di questo album, l'etichetta discografica decise di non rinnovare il contratto con la cantante, ma di farle pubblicare un terzo album come era stato deciso dal contratto precedente. Tale terzo album, intitolato Rush, fu pubblicato nell'aprile del 2007, preceduto dal singolo Above The Sky (Sopra il cielo). La canzone entrò presto nelle classifiche musicali, ottenendo posizioni discrete, tuttavia le vendite non riuscirono ad eguagliare quelle del primo album. Il 12 settembre 2007, il fondatore dell YG Entertainment Yang Goon annunciò che Lexy aveva lasciato la casa discografica senza aver firmato nessun contratto ulteriore. Lexy aveva in realtà lasciato la casa discografica più di un anno dopo la scadenza del contratto reale, che si sarebbe dovuto concludere ad ottobre del 2006.
Dopo la separazione dall'etichetta, Lexy pubblicò ancora un album intitolato THE LEXY, nel quale figuravano numerose collaborazioni con artisti hip hop quali Crown J e i V.O.S. L'album, molto più vario dei precedenti, conteneva canzoni contaminate da diversi generi musicali, quali ballad, rap, hip hop e jazz.
Nel primo album di Lexy, Lexury, la canzone Let Me Dance (Fammi ballare) è stata composta da Teddy Park dei 1TYM, mentre Up And Down (Su e giù) è stata composta dal compagno di band di quest'ultimo, Song Baek Kyoung.

## Discografia

### Album in studio
- 2003 – Lexury
- 2005 – Lextacy
- 2007 – Rush
- 2008 – The Lexy

## Riconoscimenti

### Mnet Asian Music Awards
| Anno | Categoria               | Opera                        | Risultato   |
| ---- | ----------------------- | ---------------------------- | ----------- |
| 2003 | Best New Female Artist  | "Grasshopper" (애송이)       | Candidato/a |
| 2005 | Best Female Artist      | "Tears" (눈물 씻고 화장하고) | Candidato/a |
| 2007 | Best House & Electronic | "Above The Sky"              | Candidato/a |